# Satélite Pegasus

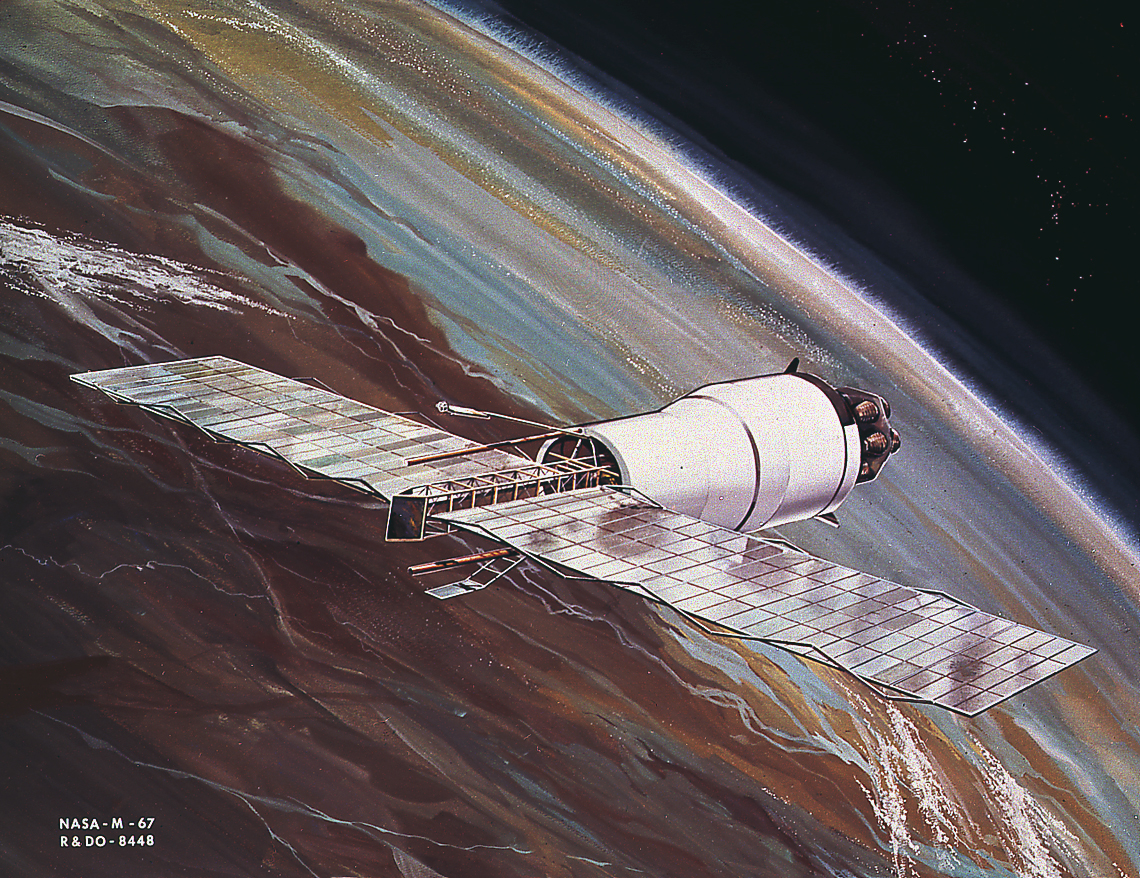
Satélite Pegasus

O Pegasus foi uma série composta por três satélite lançados em 1965 para estudar a freqüência de impacto e penetração de micro meteoritos na órbita da Terra. O projeto foi criado para 
avaliar os riscos que a nave espacial Apollo e sua tripulação correriam se partículas minúsculas pudessem penetrar a estrutura da nave.

O satélite foi batizado com o nome do cavalo alado da mitologia grega (Pégaso) por suas enormes asas que carregavam 208 painéis. Expondo uma superfície de 700 m² com várias espessuras e provida de 
sensores para avaliar a freqüência, tamanho, direção e penetração dos micro meteoritos em grandes altitudes. 

O Centro Aeroespacial Marshall da NASA (MSFC) foi o responsável pela produção e operação do projeto Pegasus. Todas as missões do Pegasus forneceram mais do que dados de penetração dos micro meteoritos. Os cientistas podiam também recolher dados a respeito do movimento giroscópio e características orbitais de corpos rígidos no espaço. Observar a vida útil de componentes eletrônicos, sistemas de controle térmico e os efeitos degradantes dos revestimentos térmicos dos sistemas no ambiente do espaço. As missões do Pegasus forneceram também conhecimento adicional sobre radiação no espaço, Cinturão de Van Allen e de outros fenômenos.
Todos os satélites Pegasus foram lançados em órbita pelo Saturno I.
- Pegasus A (1)
  - Lançamento: 16 de fevereiro de 1965
  - Veículo de lançamento: missão A-103 (SA-8)
  - Declínio da órbita: 17 de setembro de 1978

- Pegasus B (2)
  - Lançamento: 25 de maio de 1965
  - Veículo de lançamento: missão A-104 (SA-9)
  - Declínio da órbita: 3 de novembro de 1979

- Pegasus C (3)
  - Lançamento: 30 de Julho de 1965
  - Veículo de lançamento: missão  A-105 (SA-10)
  - Declínio da órbita: 4 de Agosto de 1969

Parte do Projeto Apollo da NASA que ocorreu entre 1961 e 1972, em plena corrida pela conquista da lua.